# Замолодчиков, Алексей Борисович
Алексе́й Бори́сович Замоло́дчиков (18 сентября 1952, Ново-Иваньково — 19 октября 2007, Москва) — советский и российский физик-теоретик, кандидат физико-математических наук. Сотрудник ОИЯИ, Университета Монпелье 2, Физического факультета Высшей нормальной школы в Париже и лаборатории Понселе Независимого московского университета. Брат-близнец Александра Замолодчикова.

## Биография
Сын доктора технических наук Б. И. Замолодчикова.
Окончил факультет общей и прикладной физики МФТИ.
До 1984 года работал в лаборатории ядерных проблем ОИЯИ. В декабре 1979 года в лаборатории теоретической физики ОИЯИ защитил кандидатскую диссертацию на тему «Факторизованное рассеяние в асимптотически-свободных двумерных моделях квантовой теории поля».
С 1984 года работал в ИКИ АН СССР, затем, до последних дней, — в теоретическом отделе ИТЭФ и, одновременно, с 1990 года — в лаборатории Французской академии наук (CNRS) в Монпелье и Москве.

## Труды

### Теория факторизованных S-матриц
Теория факторизованных S-матриц была развита братьями Замолодчиковыми в конце 1970-х.

### Термодинамический анзац Бете
Термодинамический анзац Бете был предложен в 1960-х годах Ч. Янгом и Ч. Яном (C. P. Yang) для задачи о нерелятивистском бозе-газе. В дальнейшем метод было обобщён Алексеем Замолодчиковым.

### Конформная теория поля
Алексей Замолодчиков внёс также вклад в развитие конформной теории поля, в частности, в теорию Лиувилля.